# Vittarville
Vittarville település Franciaországban, Meuse megyében. Lakosainak száma 91 fő (2022. január 1.). Vittarville Bréhéville, Damvillers, Delut, Dombras, Jametz, Lissey és Peuvillers községekkel határos.

## Népesség
A település népessége az elmúlt években az alábbi módon változott:
| Lakosok száma | 103  | 88   | 83   | 70   | 80   | 75   | 78   | 87   | 89   | 91   |
|               | 1968 | 1982 | 1990 | 2006 | 2013 | 2015 | 2017 | 2019 | 2020 | 2022 |